# Gilbert Levin
Gilbert V. Levin és un enginyer estatunidenc, fundador de Spherix i famós pels experiments sobre el sòl de Mart a partir de dades del programa Viking i el desenvolupament de la tagatosa.
Levin és membre del «Comitè Internacional Contra la Missió Mars Sample Return» (ICAMSR).